# ميشيل الدج
ميشيل الدج هي ممثلة كندية، ولدت في 6 فبراير 1967 في كندا.

## أعمال

### أفلام
- (1995) الرجل الميت[4]

## وصلات خارجية
- ميشيل الدج على موقع IMDb (الإنجليزية)
- ميشيل الدج على موقع قاعدة بيانات الأفلام العربية
- ميشيل الدج على موقع ألو سيني (الفرنسية)
- ميشيل الدج على موقع أول موفي (الإنجليزية)
- ميشيل الدج على موقع قاعدة بيانات الأفلام السويدية (السويدية)
- ميشيل الدج على موقع قاعدة بيانات الفيلم (الإنجليزية)
- ميشيل الدج على موقع كينوبويسك (الروسية)